# Operclipygus dubius
Operclipygus dubius är en skalbaggsart som först beskrevs av Lewis 1888.  Operclipygus dubius ingår i släktet Operclipygus och familjen stumpbaggar. Inga underarter finns listade i Catalogue of Life.